# Bart the Mother
"Bart the Mother" är avsnitt tre från säsong tio av Simpsons och sändes på Fox den 27 september 1998. Avsnittet skrevs av David S. Cohen och regisserades av Steven Dean Moore. Avsnittet var det sista som skrevs av Cohen. I avsnittet dödar Bart av misstag en fågel och då han upptäcker att fågeln har ägg i boet tar han hand om dem. Avsnittet var det sista avsnittet med Phil Hartman som gästskådespelare då han avled några månader före avsnittet sändes. Marcia Wallace gästskådespelar också som Edna Krabappel. Avsnittet vann en Environmental Media Award för "Best Television Episodic Comedy".

## Handling
Marge tar familjen till Family Fun Center som även har besök av Nelson. Marge tycker där inte om Nelsons beteende. Nelson vinner en bb-pistol och Bart vill låna den men Marge tillåter inte det. Familjen åker hem och Bart är arg på Marge och rymmer för att träffa Nelson. Nelson utmanar Bart att skjuta på en fågel. Bart vill inte döda fågeln och försöker missa men han träffar och dödar fågeln. Bart börjar då skämmas och efter att Marge förstår att Bart rymt till Nelson åker hon och hämtar honom. Marge får då reda på vad han gjort och hon gillar inte det och tar avstånd från honom. Marge åker hem utan Bart och han upptäcker att det ligger två ägg i fågelboet som tillhörde mamman som han dödade. Bart tar hem äggen och bestämmer sig för att få dem att kläckas. Marge förstår att Bart gör något han inte ska och försöker ta reda på vad och upptäcker att Bart vill rädda äggen. Marge tycker att det var snällt av Bart och hela familjen hjälper till att hålla äggen varma. Äggen kläcks efter en tid men det visar sig inte vara några fåglar utan ödlor. Bart gillar ödlorna men vägrar inse att de inte är fåglar. De tar "fåglarna" till stadens fågelklubb och får reda på att det är ödlor. De får reda på att ödlemamman äter upp fågeläggen och låter fågeln värpa dess ägg och då ödlorna är stora äter de upp fågeln. Fågelklubben vill döda ödlorna men Bart vill inte avliva dem. Marge ser då till att Bart kan fly med ödlorna. Klubben hittar Bart, men precis innan de hinner döda ödlorna flyr de från Bart och bosätter sig i Springfield. De varnar Bart för vad han gjort, men det visar sig att ödlorna fastnat för duvor och hyllas i Springfield. Dock börjar ödlorna föröka sig och bli för många så staden kommer på en plan. De tar in ödleätande ormar, och sedan ormätande gorillor som fryser ihjäl på vintern.

## Produktion
Avsnittet var det sista avsnittet som skrevs av David S. Cohen innan han började jobba för Futurama. Cohens ursprungliga idé var att duvor häckar utanför Homers arbetsfönster och Mr. Burns ber honom döda duvorna och då han ser fågeläggen behåller han dem. De ändrade dock idén så att Bart tog hand om äggen. George Meyer gillade inte idén men gillade avsnittet då han fick se resultatet. Cohen och Myher bestämde sig för att äggen skulle komma från ödlor.
Ron Hauge kom med idén att en fågel skulle skjutas ihjäl och att de skulle tycka synd om äggen, detta var baserat på en upplevelse han hade i sin barndom. Hauge dödade en fågel och blev skamsen men hans vänner gillade vad han gjorde. I scenen då Bart dödar fågel togs inspiration från The Andy Griffith Show-avsnittet, "Opie the Birdman". Scenen då Bart blev skamsen framställer han sig som han besöker en rättegång med fåglarna, den lades in för att ge avsnittet mera skämt. Vapnet fick vara ett med snett sikte för att Bart ville missa fågeln men råkade träffa den. De tog med scenen med Barts fantasi eftersom en liknande var lyckad i "Marge Be Not Proud". Family Fun Center som familjen besökte är baserat på en park i Falmouth, Massachusetts som Cohen besökte som barn då han spelade datorspel. Ödlearten är påhittad men är baserad på Oviraptor som åt ägg. Den är också baserad på kofågel och gökar som lägger sina ägg i andra fågelbon samt flygdrakar. Cohen inspirerades också av agapadda som invandrade Australien under 1935. Avsnittet var det sista avsnittet med Phil Hartman som gästskådespelare eftersom han hade avlidit under tiden som avsnittet producerades, avsnittet tillägnades hans minne. Marcia Wallace gästskådespelade också som Edna Krabappel. 

## Mottagande
Avsnittet hamnade på plats 58 över mest sedda program under veckan med en Nielsen ratings på 7.4 vilket gav 7355600 hushåll. Nancy Cartwright, anser att avsnittet är ett av hennes favoriter. Avsnittet vann en Environmental Media Award för "Best Television Episodic Comedy". Hos Toronto Sun har Bruce Kirkland skrivit att "Bart the Mother" är en av de klassiska avsnitten. I boken I Can't Believe It's a Bigger and Better Updated Unofficial Simpsons Guide har Warren Martyn och Adrian Wood beskrivit avsnittet som att de gillar avsnittet, särskilt det moraliska dilemmat i slutet, vilket Lisa undrar över. Avsnittet ger en del skratt, många på Homers bekostnad. Colin Jacobson på DVD Movie Guide har sagt om avsnittet att den visar ett anständigt hjärta som Bart har, och hans försök att kompensera för hans dåliga uppförande. Avsnittet är någorlunda roligt om inte speciellt minnesvärt. Jesse Hassenger på Popmatters gillade avsnittet och anser att den utforskar seriens söta och mörka sidor då Bart blir ångerfull efter att ha dödat en fågel och försöker att ta hand om föräldralösa ägg som visar sig innehålla glupskande ödlor. Hos DVD Town anser James Plath att "Bart the Mother" är avsnittet älskar man eller hatar och han anser att avsnittet är minnesvärt.